# Furholmen
Furholmen är en liten ö som ligger några hundra meter utanför Strömstad. På ön finns flera badstränder och är populär både bland strömstadsbor och turister. Där finns även en restaurang, som kör två båtar mellan ön och orten. Förutom båten "Birgit" och "Stjärn af Koster" som kör dit finns det även bryggor för privata båtar.